# Teodoro Sampaio
Teodoro Fernandes Sampaio (Santo Amaro da Purificação, 7 de janeiro de 1855 – Rio de Janeiro, 11 de outubro de 1937) foi um engenheiro, geógrafo, escritor e historiador brasileiro.

## Biografia
Nasceu no Engenho Canabrava, pertencente ao visconde de Aramaré, hoje localizado no município baiano de Teodoro Sampaio.
Era filho de Domingas da Paixão do Carmo, mulher negra escravizada, e do engenheiro Antonio da Costa Pinto, que não reconheceu sua paternidade, tendo sido criado pelo Padre Manuel Fernandes Sampaio. Ainda em Santo Amaro estuda as primeiras letras no colégio do professor José Joaquim Passos. É levado pelo Padre, em 1865 para São Paulo e depois para o Rio de Janeiro, onde estuda no Colégio São Salvador e, em seguida, ingressa no curso de Engenharia do Colégio Central. Ao tempo em que estuda leciona nos Colégios São Salvador e Abílio, do também baiano Abílio César Borges (Barão de Macaúbas), sendo ainda contratado como desenhista do Museu Nacional.
Formou-se em 1878, quando finalmente volta a Santo Amaro, na Bahia, onde nasceu. Ali, revê a mãe e os irmãos, e comprando, no ano seguinte, a carta de alforria de seu irmão Martinho, gesto que repete com os irmãos Ezequiel (1883) e Matias (em 1885). Sampaio nunca foi um escravo.
Em 1880 integra a "Comissão Hidráulica", nomeada pelo imperador Dom Pedro II, sendo o único engenheiro brasileiro entre estadunidenses.

### Obras na engenharia

Teodoro Sampaio (ao centro) visita os campo petrolíferos de Lobato (BA), os primeiros do Brasil.

A convite de Orville Derby, que conhecera numa expedição aos sertões sanfranciscanos, participa da Comissão Geográfica e Geológica que realiza primeira medição de base geodésica do Brasil sendo esta executada no Estado de São Paulo (1890). Este trabalho possibilitou a elaboração de diversas cartas topográficas elaboradas em escala 1:100.000, sendo este iniciado pela exploração dos rios Itapetininga e Paranapanema.
Antes havia realizado o trabalho de prolongamento da linha férrea de Salvador ao São Francisco (1883). No ano seguinte é nomeado engenheiro chefe da Comissão de Desobstrução do Rio São Francisco, que deixa em virtude do convite de Derby para trabalhar em São Paulo. Ali, dentre outra realizações, participa em 1891 da Companhia Cantareira (engenheiro-chefe), é nomeado Diretor e Engenheiro Chefe do Saneamento do Estado de São Paulo (de 1899 a 1904). Participou da fundação da Escola Politécnica, como parte da comissão do governo estadual composta por ele e Francisco Sales de Oliveira cujo resultado foi a lei de fundação da instituição, em 1893.

### Institutos
Foi, em 1894, um dos fundadores do Instituto Histórico e Geográfico de São Paulo; membro do Instituto Geográfico e Histórico da Bahia (1898), que presidiu em 1922; sócio do Instituto Histórico e Geográfico Brasileiro (1902).
Em 1912 presidiu o V Congresso Brasileiro de Geografia.

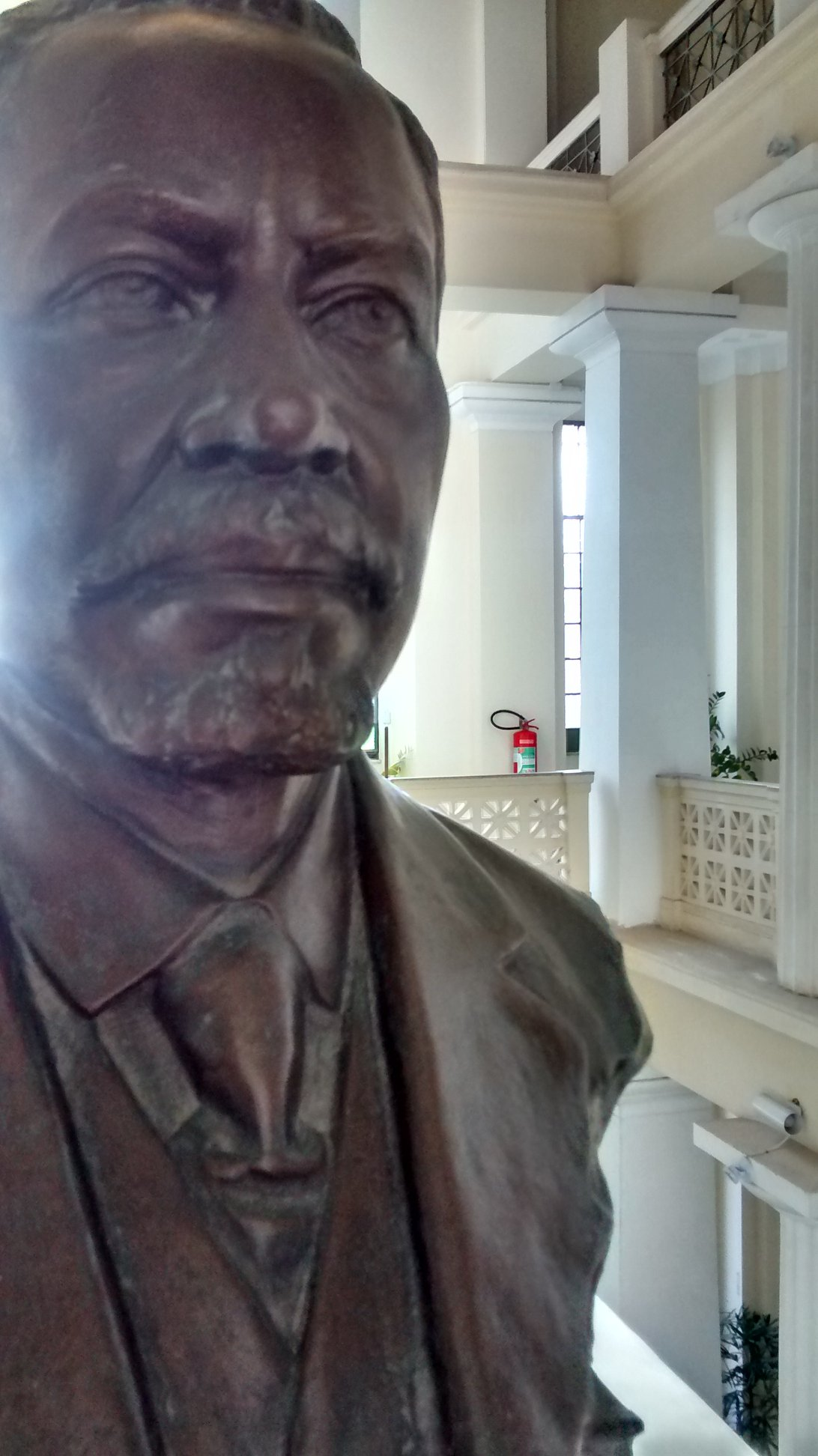
Busto de Teodoro Sampaio no Instituto Geográfico de Histórico da Bahia.

## Importância de Teodoro Sampaio
Teodoro Sampaio, a despeito de não ter sido reconhecido por seu genitor e ser filho de uma mulher negra escravizada, foi um dos maiores pensadores brasileiros de seu tempo. Engenheiro por profissão, legou-nos uma bibliografia de vasta erudição geográfica e histórica sobre a contribuição das bandeiras paulistas na formação do território nacional, entre outros temas. É formidável sua sofisticação na percepção da importância dos saberes indígenas (caminhos, mas não só) na odisseia bandeirante. Igualmente digna de consideração foi sua contribuição ao estudo de vários rios brasileiros, de pinturas rupestres em sítios arqueológicos nacionais, do tupi na geografia brasileira e da geologia no País. Neste campo, a geologia brasileira, participou de momentos marcantes, como a expedição de Orville Derby ao vale do rio São Francisco e de comissões específicas. Além disso, foi grande amigo de Euclides da Cunha, e auxiliou o escritor com conhecimentos sobre o sertão baiano na elaboração do livro Os Sertões.
Seu nome figura na memória intelectual do País ao lado de Capistrano de Abreu, Joaquim Nabuco, Nina Rodrigues e outros do mesmo patamar. 

### Principais obras
- O rio São Francisco e a chapada Diamantina (1906)
- O tupi na geografia nacional (1901),
- Atlas dos Estados Unidos do Brasil (1908)
- Dicionário histórico, geográfico e etnográfico do Brasil (1922)
- História da Fundação da Cidade do Salvador (póstumo).

### Homenagens
A rua Teodoro Sampaio, uma importante via da cidade de São Paulo, foi assim nomeada em sua homenagem. No local em que nasceu, constitui-se um município com o seu nome: Teodoro Sampaio (Bahia), e também há um outro município no Estado de São Paulo com o mesmo nome: Teodoro Sampaio (São Paulo). Além disso, também inspirou o nome da dupla sertaneja Teodoro & Sampaio.